# Золочівський історико-краєзнавчий музей
Золочівський історико-краєзнавчий музей — краєзнавчий музей у смт Золочеві Харківської області; зібрання матеріалів з археології, природи, історії та персоналій Золочівщини.

## Загальні та історичні дані
Золочівський історико-краєзнавчий музей міститься в одній будівлі з районним будинком культури в центрі Золочева за адресою:
вул. Перемоги, 1, смт Золочів, Богодухівський район, Харківська область, Україна.
Часи роботи: з 09:00 до 18:00 (вихідні: субота, неділя).
Історико-краєзнавчий музей у Золочеві був відкритий у 1977 році у рамках святкувань з нагоди 300-літнього ювілею заснування містечка.
Спочатку це був музей на громадських засадах. Від 1996 року музей отримав статус комунального закладу.

## Фонди та експозиція
Колекція Золочівського історико-краєзнавчого музею нараховує понад 7 тисяч експонатів.
Постійна музейна експозиція розповідає про археологію і природу краю, побут Слобожанщини, Золочів у роки німецько-радянської війни, довоєнний і повоєнний час. Також можна ознайомитись з виставками, присвяченими воїнам-інтернаціоналістам і ліквідаторам наслідків катастрофи на Чорнобильській АЕС. Окрема експозиція розповідає про визначні особистості міста і Золочівщини.
Особливу цінність являє зібрання Золочівського історико-краєзнавчого музею документів 1886—1917 років.